# Behescht-e Zahra

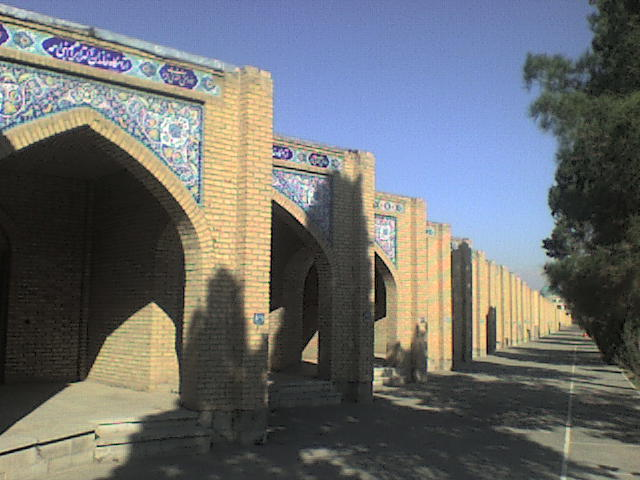
Grabmale im Behescht-e Zahra

Behescht-e Zahra (auch Behescht-e Sahra; persisch بهشت زهرا Behescht-e Zahrā, DMG behešt-e Zahrā(ʾ), ‚Paradies von Zahra‘) ist der Zentralfriedhof von Teheran. Der Friedhof wurde südlich vor den Toren Teherans unter der Regentschaft von Schah Mohammad Reza Pahlavi als zentrale Begräbnisstätte angelegt. Er ist heute mit der U-Bahn Teherans zu erreichen und ist mit über 1,3 Mio. Bestatteten der größte Friedhof Irans. Nach dem Friedhof Wadi as-Salam im Irak gilt er mit seinen 424 Hektar Fläche als zweitgrößte Begräbnisstätte der Welt.
Für die während der Islamischen Revolution und des Iran-Irak-Krieges Gefallenen wurde eine eigene Abteilung eingerichtet. Pro Tag finden ca. 400 Bestattungen statt. Auf dem Friedhof sind auch viele Opfer der Proteste nach den iranischen Präsidentschaftswahlen 2009, darunter Neda Agha-Soltan, bestattet.
In der Nähe des Friedhofs wurde für das Grabmal Chomeinis auf einem beschlagnahmten Grundstück, das zuvor der Familie des Generals Iraj Matbooie gehörte, ein eigenes Mausoleum errichtet.  
Koordinaten: 35° 32′ 7″ N, 51° 22′ 44″ O